# Delta Force

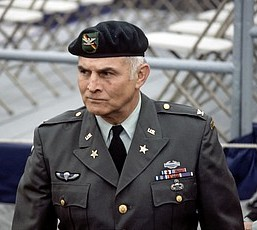
Założeciel Delta Force, płk Charles Beckwith, ok. 1980

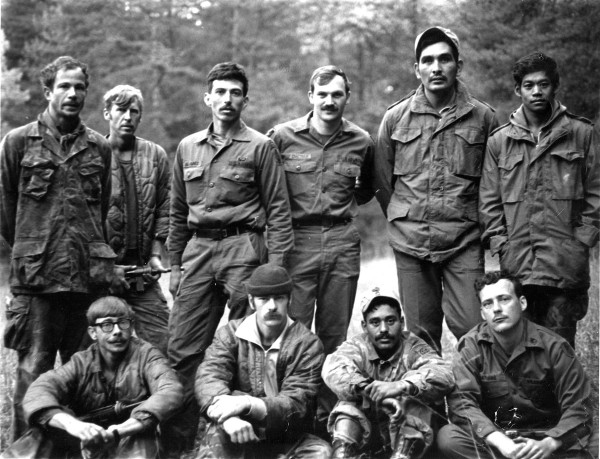
Żołnierze Delta Force w początkach istnienia jednostki, jesień 1978 roku

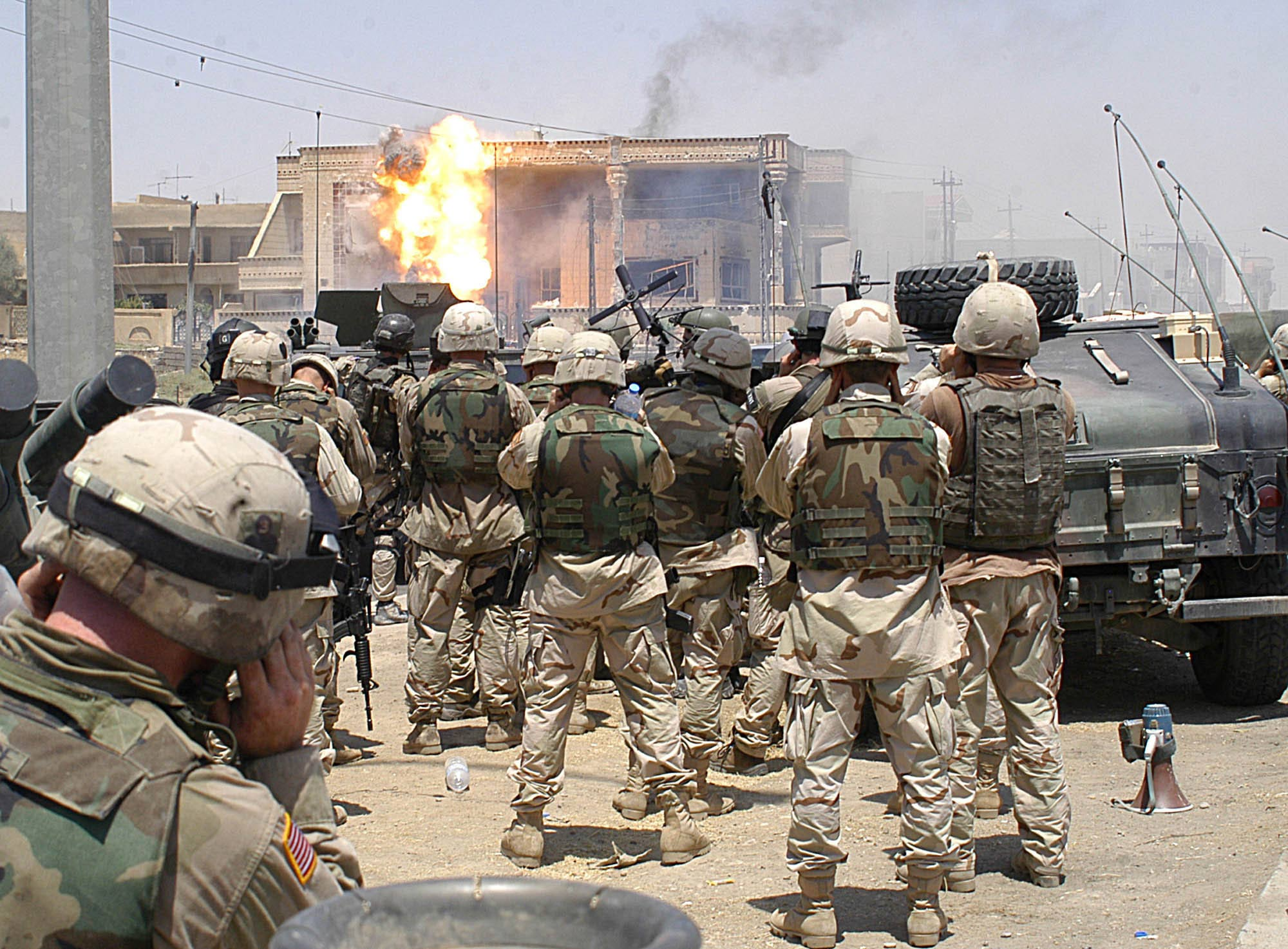
Żołnierze Delty podczas ataku na kryjówkę Udajja Husajna w 2003 roku

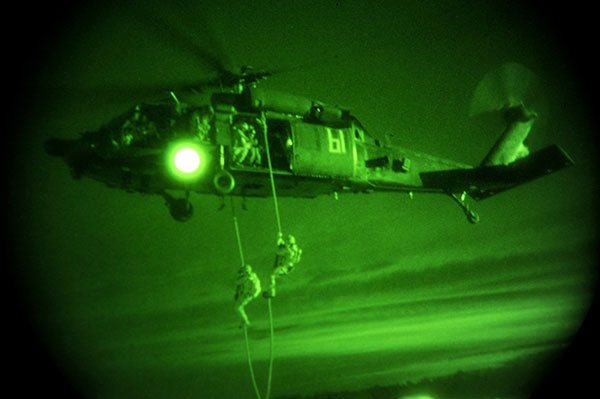
Żołnierze Delta Force desantują się ze śmigłowca UH-60 Black Hawk w Syrii, 2015

Delta Force (ang. 1st Special Forces Operational Detachment-Delta – 1st SFOD-D – Operacyjny Oddział Sił Specjalnych Armii Stanów Zjednoczonych) – amerykańska jednostka specjalna, utworzona w 1977 roku przez pułkownika Charlesa Beckwitha, wzorowana na brytyjskiej Special Air Service (SAS). Jest częścią Połączonego Dowództwa Operacji Specjalnych. Stacjonuje w Fort Bragg w Karolinie Północnej. 
Swoją nazwę jednostka zawdzięcza projektowi DELTA, planowi tworzenia południowowietnamskich oddziałów specjalnych, w którym brał udział płk Beckwith.
Jest najlepiej wyposażoną jednostką specjalną na świecie: sprzęt, który otrzymuje jest najnowocześniejszy, jako pierwsza testuje prototypy w akcjach, część broni i sprzętu jest konstruowana tylko na jej potrzeby.

## Organizacja i struktura
Obsadę jednostki na ogół stanowią byli rangerzy, „zielone berety” oraz spadochroniarze ze 101 Dywizji Powietrznodesantowej i 82 Powietrznodesantowej, lecz przyjmowani są również żołnierze z innych jednostek amerykańskich. Ochotnik do Delta Force musi być mężczyzną, mieć skończone 21 lat, odbyć co najmniej 4 lata służby wojskowej, wyróżniać się szczególnymi warunkami fizycznymi i psychicznymi oraz nie być karanym dyscyplinarnie. Zakwalifikowani ochotnicy przechodzącą 3–4 tygodniowy okres selekcji, zakończony 18-milowym marszem z 35-funtowym plecakiem oraz 40-milowym marszem z 45-funtowym plecakiem po nierównym terenie. Żołnierze, którzy pomyślnie przejdą selekcję, rozpoczynają 6-miesięczne szkolenie.
Komandosi Delta Force wyspecjalizowani są w akcjach odbijania zakładników, głównie z uprowadzonych samolotów, wykrywania i eliminowania sił terrorystycznych, gromadzeniu danych wywiadowczych na temat zagrożeń terrorystycznych oraz ochronie VIP-ów. Jednostka specjalizuje się w działaniach antyterrorystycznych poza granicami kraju. Składa się z trzech szwadronów: A, B, C; każdy z nich w zależności od potrzeb misji może być podzielony na mniejsze jednostki. 
Delta Force współpracuje m.in. ze 160 Lotniczym Pułkiem Operacji Specjalnych, brytyjskim SAS, niemieckim GSG 9 i polskim GROM.

## Operacje
Przeprowadzone operacje Delty to m.in.:
- ochrona uczestników Igrzysk Panamerykańskich w Portoryko (1979)[8],
- akcje na Grenadzie, atak na więzienie Richmond Hill i uwolnienie więźniów (1983),
- odbicie zakładników samolotu Kuwejckich Linii Lotniczych (1984),
- udział w inwazji na Panamę, poszukiwanie generała Manuela Noriegi i jego doradców, uwolnienie z więzienia Kurta Muse (1989),
- ochrona wysokich rangą oficerów amerykańskich podczas I wojny w Zatoce Perskiej,
- poszukiwanie przywódcy somalijskich rebeliantów Mohameda Farah Aidida w Mogadiszu, gdzie zginęło 18 amerykańskich żołnierzy oraz 1 pakistański, w tym m.in. snajperzy Delty Randy Shughart i Gary Gordon, pośmiertnie odznaczeni Medalem Honoru (zob. bitwa w Mogadiszu),
- misja na Haiti (1994),
- odbicie zakładników z opanowanej przez terrorystów rezydencji ambasadora Japonii w Limie,
- polowanie na talibów i członków Al-Kaidy w Afganistanie (2001–2004)
- udział w operacji Iraqi Freedom w Zatoce Perskiej (od 2003).
- operacja Kayla Mueller – 2-godzinna akcja przeciwko Abu Bakr al-Baghdadiemu, samozwańczemu kalifowi Państwa Islamskiego (2019).

## Uzbrojenie
Źródła:

Pistolety:
- specjalnie zaprojektowana dla nich wersja Colta 1911 (8 naboi w magazynku)
- odmiany Para-Ordnance

Pistolety maszynowe:
- odmiany MP5 (np. MP5SD6, MP5A3)

Karabiny: 
- M14

Różne odmiany rodziny AR-15:
- HK 416
- odmiany CAR-15 (np. XM-177E2, XMS)
- odmiany M4
- M16A1/A2
- LR-300

Karabiny maszynowe:
- FN Minimi
- M60E4

Karabiny wyborowe
- M21
- M24
- Barret 82A1/M107
- M40

Strzelby:
- Mossberg 590
- Benelli M4 Super 90
- Remington 870

Granatniki
- H&K 69
- M203
- M79